# Noël Treanor
Noël Treanor (Silverstream, 25 dicembre 1950 – Bruxelles, 11 agosto 2024) è stato un arcivescovo cattolico e diplomatico irlandese.

## Biografia
Nacque a Silverstream, nella contea di Monaghan e diocesi di Clogher, il 25 dicembre 1950.

### Formazione e ministero sacerdotale
Frequentò la St Brigid's National School in Leitrim, per poi completare il ciclo istituzionale presso la St Mary's CBS in Monaghan. Nel 1968 iniziò il percorso di studi in lettere e filosofia al St. Patrick's College in Maynooth e nel 1971 quello in teologia, conseguendo la licenza in teologia con lode nel 1977.
Il 13 giugno 1976 fu ordinato presbitero, nella cattedrale di San Macartan in Monaghan, per la diocesi di Clogher dal vescovo Patrick Mulligan. Quest'ultimo lo inviò presso il Pontificio collegio irlandese in Roma, dove approfondì gli studi in teologia alla Pontificia Università Gregoriana. Nel 1980 fu richiamato in diocesi dal nuovo vescovo Joseph Duffy e venne nominato assistente parrocchiale presso la cattedrale di San Macartan in Monaghan.
Dal 1981 al 1985 studiò teologia a Roma, dove prestò servizio presso il Pontificio collegio irlandese in qualità di prefetto degli studi. Rientrato in diocesi nel 1985, fu nominato direttore dell'ufficio per l'educazione degli adulti. In diocesi venne chiamato a organizzare l'assemblea del clero diocesano del 1986 per la promozione del rinnovamento pastorale.
Gli venne successivamente affidata la guida della parrocchia di Enniskillen, dove prestò servizio anche presso l'ospedale e, come confessore, presso il centro per i pellegrini di Lough Derg. Nel 1989 fu inviato a Bruxelles per lavorare nella Commissione delle conferenze episcopali della Comunità Europea. Qui continuò ad impegnarsi per il lavoro pastorale nella comunità di lingua inglese, presente nella capitale belga, oltre a portare il lavoro editoriale e culturale, con la pubblicazione di diverse opere e numerose conferenze riguardo alle questioni Chiesa-Europa e Chiesa-Stato.
Il 31 marzo 1993 fu nominato segretario generale della Commissione delle conferenze episcopali della Comunità Europea e il 18 maggio 1994 fu nominato cappellano di Sua Santità.

### Ministero episcopale

Stemma vescovile. D'azzurro, alla fascia ondata d'argento caricata di un ramo di sorbo degli uccellatori al naturale, accompagnata da tre croci bordonate dal piede aguzzo d'oro. Ornamenti esterni da vescovo. Motto: Sicut filli lucis ambulate

Il 22 febbraio 2008 papa Benedetto XVI lo nominò vescovo di Down e Connor; succedendo a Patrick Joseph Walsh, dimessosi per raggiunti limiti di età. Ricevette l'ordinazione episcopale il 29 giugno successivo, nella cattedrale di San Pietro in Belfast, per imposizione delle mani del cardinale Seán Baptist Brady, arcivescovo metropolita di Armagh, co-consacranti Patrick Joseph Walsh, vescovo emerito di Down e Connor, e Joseph Duffy, vescovo di Clogher. Prese possesso della diocesi durante la stessa celebrazione.
Dal 2009 fu inoltre delegato della Conferenza episcopale irlandese presso la Commissione delle conferenze episcopali della Comunità Europea. All'interno della stessa conferenza episcopale fu:
- membro del comitato permanente;
- presidente della commissione episcopale per questioni sociali e gli affari internazionali;
- presidente del consiglio per gli affari europei;
- membro del consiglio per le finanze e le finalità generali.

Nel novembre 2009 descrisse i risultati del rapporto Murphy sullo scandalo degli abusi sessuali nell'arcidiocesi di Dublino affermando che nella propria diocesi ci si fosse "sbarazzati" dei preti colpevoli. Nell'agosto 2010, invece, espresse il proprio sostegno a un'inchiesta internazionale su undici omicidi compiuti dal reggimento paracadutisti nell'area ovest di Belfast nel 1971.
Nel gennaio 2017 compì una visita ad limina insieme agli altri vescovi della Conferenza episcopale irlandese.
Il 26 novembre 2022 papa Francesco lo nominò nunzio apostolico presso l'Unione Europea, elevandolo in pari tempo alla dignità di arcivescovo. Rimase amministratore apostolico della diocesi di Down e Connor fino al 21 gennaio 2023.
Morì a Bruxelles a causa di un infarto l'11 agosto 2024 all'età di 73 anni. I funerali furono celebrati da mons. Alan McGuckian, assieme a tanti vescovi concelebranti, il 20 agosto successivo nella cattedrale di Belfast; il corpo venne inumato lo stesso giorno nella cappella della Resurrezione della medesima cattedrale.

## Genealogia episcopale
La genealogia episcopale è:
- Cardinale Scipione Rebiba
- Cardinale Giulio Antonio Santori
- Cardinale Girolamo Bernerio, O.P.
- Arcivescovo Galeazzo Sanvitale
- Cardinale Ludovico Ludovisi
- Cardinale Luigi Caetani
- Cardinale Ulderico Carpegna
- Cardinale Paluzzo Paluzzi Altieri degli Albertoni
- Papa Benedetto XIII
- Papa Benedetto XIV
- Papa Clemente XIII
- Cardinale Giovanni Carlo Boschi
- Cardinale Bartolomeo Pacca
- Papa Gregorio XVI
- Cardinale Castruccio Castracane degli Antelminelli
- Cardinale Paul Cullen
- Arcivescovo Joseph Dixon
- Arcivescovo Daniel McGettigan
- Cardinale Michael Logue
- Cardinale Joseph MacRory
- Cardinale John Francis D'Alton
- Cardinale William John Conway
- Cardinale Cahal Brendan Daly
- Cardinale Seán Baptist Brady
- Arcivescovo Noël Treanor